# Rolf Reichelt
Rolf Reichelt (* 26. Oktober 1942 in Tabarz; † 17. September 2021 in Darmstadt) war ein deutscher Jazzjournalist und Musiktherapeut.
Reichelt studierte 1965 bis 1970 Klavier an der „Hochschule für Musik Carl Maria von Weber Dresden“ (außerdem spielte er Vibraphon). 1971 bis 1976 hatte er regelmäßig Jazzsendungen bei Radio DDR II, wo er als Jazz-Redakteur angestellt war. Ab 1976 war er Redakteur der deutschen Ausgabe der Warschauer Zeitschrift „Jazz Forum“. 1986 bis 1989 studierte er in Hamburg Musiktherapie und arbeitete seitdem als Psychotherapeut, sowohl klinisch (ab 1988) als auch in einer eigenen Praxis (ab 2004) und als Dozent (ab 1995 an der Hochschule für Musik und Theater Hamburg, an der Fachhochschule Darmstadt und der Fachhochschule Frankfurt).